# Vliegende knorhanen
Vliegende ponen of vliegende knorhanen (wetenschappelijke naam: Dactylopteridae, van Oudgrieks δάκτυλος, daktulos = vinger; πτερόν, pteron = vleugel) zijn een familie van beenvissen, waarvan twee levende geslachten en zeven soorten bekend zijn. Ze leven in tropische zeeën en oceanen.

## Kenmerken
Vliegende ponen kunnen tot 50 cm lang worden. Karakteristiek zijn de grote, vleugelachtige borstvinnen, die 28 tot 37 stralen hebben. Het voorste deel hiervan bestaat uit 6 stralen, door een membraan met elkaar verbonden. Het achterste deel, dat op een vleugel lijkt, reikt bijna tot het begin van de staartvin.
Vliegende ponen hebben net als de verwante familie Triglidae (ponen) een tweedelige zwemblaas en een spier die tegen de zwemblaas aan kan bewegen om geluiden te maken. Ze hebben een zware bepantsering, met name rond de kop. Ze hebben enkele stekels bij de rugvin en aan de achterzijde van de kop. De onderkant van de buikvinnen heeft een felle kleur, waarschijnlijk om roofvissen af te schrikken.

## Levenswijze
De larven van vliegende ponen zweven vrij door het water. In het volwassen levensstadium zijn het bodembewoners (benthisch) en komen niet aan het wateroppervlak; ze kunnen zeker niet vliegen. Het zijn predators die jagen op kleine kreeftachtigen en andere ongewervelden. Ze bewegen over de bodem door op hun buikvinnen en de binnenste stralen van hun borstvinnen te steunen en zich af te zetten.
De borstvinnen worden gebruikt voor het opdrijven van prooien, bij de balts en om vijanden af te schrikken. Bij bedreiging kunnen vliegende ponen een knorrend of grommend geluid maken.

## Taxonomie
Een taxonomische indeling die teruggaat tot Georges Cuvier deelt de Dactylopteridae in bij de orde Scorpaeniformes. Deze indeling is verouderd. Tegenwoordig wordt de familie meestal bij de orde Dactylopteriformes ingedeeld, samen met de Triglidae (ponen). Er zijn echter geen redenen te vinden deze orde te onderscheiden van de Perciformes (baarsachtigen).
- Geslacht Dactyloptena D. S. Jordan & R. E. Richardson, 1908
- Geslacht Dactylopterus Lacépède, 1801

De soorten van het geslacht Dactyloptena komen voor in het Indo-Pacifisch gebied, het geslacht Dactylopterus leeft in de Middellandse Zee, de Atlantische Oceaan en de Golf van Mexico.